# Err, Pyrénées-Orientales
Err là một xã thuộc tỉnh Pyrénées-Orientales trong vùng Occitanie phía nam Pháp. Xã này có diện tích 25,92 km2, nằm ở khu vực có độ cao trung bình 1335 mét trên mực nước biển.